# Metulje
Metulje so naselje v Občini Bloke.

## Prebivalstvo
Etnična sestava 1991:
- Slovenci: 47 (95,9 %)
- Hrvati: 1 (2 %)
- Muslimani: 1 (2 %)

## Znane osebe
- Modest Šraj